# بيري لينتز
بيري لينتز (بالإنجليزية: Perry Lentz)‏ (27 مارس 1943)؛ صحفي وروائي أمريكي. درس في جامعة فاندربيلت.